# Sacha Pitoëff
Sacha Pitoëff (Ginevra, 11 marzo 1920 – Parigi, 21 luglio 1990) è stato un attore e regista francese.

## Biografia
Figlio di Georges Pitoëff e Ludmila Smanova, entrambi attori teatrali originari di Tblisi in Georgia, al tempo parte dell'impero sovietico, Sacha Pitoëff nacque a Ginevra, dove il padre si era rifugiato nel 1914, allo scoppio della prima guerra mondiale. La famiglia si trasferì in seguito in Francia dove Georges fondò il "Cartel des quatre", un gruppo formato da altri famosi attori teatrali intenzionati a rinnovare il teatro francese: Louis Jouvet, Charles Dullin e Gaston Baty.
Durante la seconda guerra mondiale, Sacha seguì la madre in Svizzera, dove mosse i primi passi sul palcoscenico. Tornato a Parigi, assunse la gestione del Théâtre des Bouffes du Nord. Nel 1950 debuttò come regista del dramma Zio Vanja, ottenendo un notevole successo sia di critica che di pubblico. 
Esordì sul grande schermo in I sette peccati capitali (1952). Apparso in più di 50 pellicole, il suo ultimo ruolo fu nel film Inferno (1980) di Dario Argento. 
Negli ultimi anni divenne professore alla "École d'art dramatique de la rue Blanche" di Lione, dove ebbe come allievi anche Gérard Depardieu e Niels Arestrup.
Negli ultimi dieci anni di vita dovette rinunciare alla recitazione, a causa di depressioni ricorrenti.

## Filmografia

### Attore

#### Cinema
- Episodio: La superbia de I sette peccati capitali (Les Sept péchés capitaux), regia di Claude Autant-Lara (1952)
- Rasputin (Raspoutine), regia di Georges Combret (1954)
- Anastasia, regia di Anatole Litvak (1956)
- La Polka des menottes, regia di Raoul André (1957)
- Le spie (Les Espions), regia di Henri-Georges Clouzot (1957)
- Verso la città del terrore (A Tale of Two Cities), regia di Ralph Thomas (1958)
- Quella notte (Cette nuit-là), regia di Maurice Cazeneuve (1958)
- Il giocatore (Le Joueur), regia di Claude Autant-Lara (1958)
- Bouche cousue, regia di Jean Boyer (1960)
- Capitan Fracassa (Le Capitaine Fracasse), regia di Pierre Gaspard-Huit (1961)
- L'anno scorso a Marienbad (L'Année dernière à Marienbad), regia di Alain Resnais (1961)
- La vendetta dei moschettieri (Les Trois mousquetaires: La vengeance de Milady), regia di Bernard Borderie (1961)
- La poupée, regia di Jacques Baratier (1962)
- La spiata (La Dénonciation), regia di Jacques Doniol-Valcroze (1962)
- Intrigo a Stoccolma (The Prize), regia di Mark Robson (1963)
- Lady L, regia di Peter Ustinov (1965)
- Parigi brucia? (Paris brûle-t-il?), regia di René Clément (1966)
- La notte dei generali (The Night of the Generals), regia di Anatole Litvak (1967)
- La schiuma dei giorni (L'Écume des jours), regia di Charles Belmont (1968)
- La gatta dagli artigli d'oro (La Louve solitaire), regia di Edouard Logereau (1968)
- Katmandu (Les Chemins de Katmandou), regia di André Cayatte (1969)
- Le Bal du comte d'Orgel, regia di Marc Allégret (1970)
- La favolosa storia di Pelle d'Asino (Peau d'âne), regia di Jacques Demy (1970)
- Per amore ho catturato una spia russa (To Catch a Spy), regia di Dick Clement (1971)
- Le Journal d'un suicidé, regia di Stanislav Stanoievic (1973)
- La Guerre du pétrole n'aura pas lieu, regia di Souheil Ben-Barka (1975)
- Subversion, regia di Stanislav Stanoievic (1979)
- Patrick vive ancora, regia di Mario Landi (1980)
- Inferno, regia di Dario Argento (1980)

#### Televisione
- Sherlock Holmes – serie TV, episodio The Case of the Eiffel Tower (1955)
- Henri IV – film TV (1967)
- Lagardère – miniserie TV (1967)
- Au théâtre ce soir – serie TV,  episodio Le système Fabrizzi (1967)
- Byron libérateur de la Grèce ou Le jardin des héros – film TV (1972)
- Arsenio Lupin (Arsène Lupin) – serie TV, episodio 2x06 (1973)
- Des lauriers pour Lila – serie TV (1974)
- Antigone – film TV (1974)
- Il vendicatore di Corbillères (La Poupée sanglante) – miniserie TV (1976)
- Barry of the Great St. Bernard  – film TV (1977)
- Disneyland – serie TV, episodi Barry of the Great St. Bernard: Part 1 e Barry of the Great St. Bernard: Part 2 (1977)
- Gli infallibili tre (The New Avengers) – serie TV, episodi 2x08-2x09 (1977)
- La Maréchale d'Ancre – film TV (1979)
- Louis XI, un seul roi pour la France – film TV (1980)
- Les Amours des années folles – serie TV, episodio La Femme qui travaille (1981)

### Regista
- Henri IV – film TV (1967)

### Doppiatore
- Dossier 51 (Le Dossier 51), regia di Michel Deville (1978) - voce

## Doppiatori italiani
- Nando Gazzolo in Anastasia
- Renato Turi in Intrigo a Stoccolma
- Vittorio Di Prima in Inferno